# Amphoriscus cylindricus
Amphoriscus cylindricus är en svampdjursart som först beskrevs av Ernst Haeckel 1870.  Amphoriscus cylindricus ingår i släktet Amphoriscus och familjen Amphoriscidae. Inga underarter finns listade i Catalogue of Life.